# Fusozetes fusiger
Fusozetes fusiger är en kvalsterart som först beskrevs av Balogh 1962.  Fusozetes fusiger ingår i släktet Fusozetes och familjen Microzetidae. Inga underarter finns listade i Catalogue of Life.